# Eparchie severoafrická
Eparchie Severní Afrika je eparchie ruské pravoslavné církve.

## Území a titul biskupa
Zahrnuje správní hranice území Egypta, Súdánu, Jižního Súdánu, Etiopie, Eritreji, Džibutska, Somálska, Seychel, Středoafrické republiky, Kamerunu, Čadu, Nigérie, Nigeru, Libye, Tuniska, Alžírska, Maroka, Kapverd, Mauritánie, Senegalu, Gambie, Mali, Burkiny Faso, Guineji-Bissau, Guineji, Sierry Leone, Libérie, Pobřeží slonoviny, Ghany, Toga a Beninu.
Eparchiálnímu biskupovi náleží titul biskup káhirský a severoafrický.

## Historie
Eparchie byla zřízena Svatým synodem 29. prosince 2021. Důvodem bylo přerušení eucharistického společenství mezi Ruskou pravoslavnou církví a alexandrijským patriarchátem z důvodu uznání Pravoslavné církve Ukrajiny ze strany patriarchátu a žádostem farností patriarchátu o přestup do jurisdikce Moskevského patriarchátu.

## Seznam biskupů
- 2021–2023 Leonid (Gorbačov)
- od 2023 Konstantin (Ostrovskij)